# 右攝提增四
HD 119584，又名BD+23 2606，SAO 82969、HR 5164，是一颗位於牧夫座的恒星，视星等为6.13，位于銀經15.32，銀緯77.35，其B1900.0坐标为赤經13h 39m 1.6s，赤緯+23° 77.35′ 17″。